# Zwierzyniec (Wilno)
Zwierzyniec (lit. Žvėryno seniūnija, Žvėrynas) – prawobrzeżna  dzielnica administracyjna Wilna, położona w zakolu Willi, na północny zachód od Nowego Miasta; obejmuje Zwierzyniec, Sołtaniszki. 
W 1927 na Zwierzyńcu wzniesiono budynek rozgłośni Polskiego Radia Wilno.